# Class 12
De Class 12 is een diesellocomotief die gebouwd is voor rangeerdiensten rond Londen.

## Geschiedenis
De class 12 is de tweede groep van Southern Railway (SR) rangeerlocomotieven gebouwd met de English Electric 6KT 260 kW dieselmotor. De eerste experimentele groep (BR nummers 15201–15203) werd in 1937 ontworpen door Richard Maunsell van SR in 1937 en werd later ingedeeld als D3/12. De tweede groep werd ontwikkeld door Oliver Bulleid, voortbouwend op het ontwerp van Maunsell maar aanzienlijk lichter. Ze werden voorzien van de zogenaamde Bulleid Firth Brown wielen en kregen ook een aantal kenmerken van de LMS 7059-7068 rangeerdiesels die tussen 1936 en 1939 werden gebouwd door de London Midland and Scottish Railway. Ze werden gebouwd in de werkplaats van Ashford gedurende 1949–1952 en kregen de nummers 15211–15236. Toen de computernummering werd ingevoerd werden ze als Class 12 bestempeld, al bleef geen enkele locomotief lang genoeg in dienst om ook echt met een computernummer te rijden.

## Technische gegevens
De dieselmotor is een English Electric 6-cilinder, 4-takt, 6KT en als tractiemotor dienen twee aan de assen gemonteerde EE506 met een dubbele overbrenging van 17.5:1. De hoofdgenerator  is een EE801/7D, van 490 kW.

## Operationeel
De locomotieven werden ontworpen voor de rangeerterreinen Norwood Junction en Hither Green in Zuid-Londen en bleven daar vrijwel allemaal gedurende hun dienst. Later zijn sommige ingezet in de werkplaatsen van Ashford, Brighton en Eastleigh.

## Uitrangering
De hele serie werd tussen 1968 en 1971 uitgerangeerd en vrijwel allemaal gesloopt. Drie werden echter verkocht aan de industrie die er na gebruik twee sloopte. De enige behouden locomotief is de 15224, die rijvaardig in gebruik is bij de Spa Valley Railway in Royal Tunbridge Wells.